# Horodîșce
Horodîșce (în ucraineană Городище) este orașul raional de reședință al raionului Horodîșce din regiunea Cerkasî, Ucraina. În afara localității principale, mai cuprinde și satul Nabokiv.

## Demografie
Componența lingvistică a orașului Horodîșce
     Ucraineană (97,18%)
     Rusă (2,52%)
     Alte limbi (0,14%)
Conform recensământului din 2001, majoritatea populației orașului Horodîșce era vorbitoare de ucraineană (97,18%), existând în minoritate și vorbitori de rusă (2,52%).